# テレっちのたまご
『テレっちのたまご』はテレビ高知で2015年10月5日から2019年6月28日まで放送されていた情報番組。22年間放送されてきた『じゃらん!じゃらん!』→『じゃらん!2モーニング』の後続番組である。

## 概要
番組タイトルの「テレっち」には、「テレビ」に「高知」の全てをギュっと詰め込んだという意味が込められている。さらに、“産みたて新鮮”というイメージから「たまご」をタイトルに加え、「テレっちのたまご」というタイトルになった。新鮮であり、やさしさがあり、あたたかみのある情報番組を目指し、グルメやレジャーはもとより子育てや地域の情報など様々な話題を「生放送」ならではの切り口で放送していくことを標榜している。
番組開始から2016年3月25日までは、テレビ高知本社の新館建設に伴って本社内に設置されていた仮設スタジオから放送していた。同年3月28日の放送からテレビ高知の本社新館内にできた新スタジオからの放送を行っている。また、新スタジオからの放送を記念し、同日の本番組は放送時間を拡大し、「テレビ高知 新スタジオ『できちゃった』記念 テレっちのたまご60分スペシャル」として放送した。
2019年6月21日の放送で、6月28日に最終回を迎えることが発表された。番組終了後、3ヶ月のブランクを経て同年9月30日から17 - 18時台において『情報パレット からふる』が、全国ニュース番組『Nスタ』を内包する形で開始された。ただし、同番組は実質的には同月27日をもって48年半の歴史に幕を下ろしたローカルニュース番組『イブニングKOCHI』の後継番組扱いとされている。

## 出演者

### メインMC
- 藤﨑美希（月曜日～木曜日）
- 藤崎靖啓（木曜日・金曜日）

### アシスタントMC
- ツーライス（月曜日～水曜日）
- スーパーバンド（金曜日）

### リポーター
- 古川なるみ
- 木岡真理奈
- あつかんDRAGON（旧名：熱燗ドラゴン）

### 過去の出演者
- 石井俊大（番組開始～2017年12月22日）
- 久保円華（番組開始～2017年12月22日）

## コーナー・企画

### 現在のコーナー
- おけいこリサーチ(月)
- バックパッカーズ88(火)
- ソロメシ(水)
- さけさかな(木)
- おでかけmarche(金)
- チャチャッとレシピ
- テレっちピックアップ
- オトナウエディング
- 高知ユナイテッドSC選手名鑑

### 過去のコーナー
- おしえて!ソニャエルくん
- 生ふら～り
- テレっちのたまご　終活ワンポイント!
- KJB(水)
- あなたのまちの密かな自慢（水）
- たつじんハント(水)
- 絶景弁当(木)
- と・と・と（いぬといしいといいところ）（木）

## テーマ曲
- 「ABC」 - ジャクソン5